# Luis Cruz Hernández
Luis Cruz Hernández (Valladolid, 1950) es un artista español que combina pintura, dibujo y collage. Desde la década de 1970 ha desarrollado una obra pictórica que se ha desplazado desde la abstracción hacia la figuración, conservando ciertos elementos constantes, como el uso de campos de color amplios, la superposición y fragmentación de escenas, la ironía, el gusto por los objetos cotidianos —especialmente por los juguetes—, o la transformación de otras imágenes procedentes de la historia de la pintura.

## Trayectoria
Estudió en la Escuela de Bellas Artes de San Fernando, más tarde incorporada  a la Universidad Complutense de Madrid. En 1977 fue seleccionado para participar en la XIV Bienal Internacional de Arte de Sao Paulo y, a raíz de tal evento, formó parte del grupo «Bienal» junto a Rafael Baixeras, Fernando Sánchez Calderón, Óscar Benedí, Fernando Bermejo, Domiciano y Mon Montoya, el cual estuvo activo entre 1979 y 1981. Por entonces su trabajo entroncaba con la corriente de la Nueva Figuración y el Neoexpresionismo. A partir de ese momento, su obra se ha caracterizado por una búsqueda y exploración constante de los estilos dentro de la pintura, habiéndose desplazado de la abstracción, que dominó su trabajo hasta finales de la década de 1990, hasta la figuración, a la que ha ido incorporando gradualmente diferentes tratamientos, sean estos impresiones sobre el propio lienzo, collages o papeles con motivos y patrones.[cita requerida]
Ha participado en exposiciones colectivas tanto nacionales como internacionales, entre las que destacan la XIV Bienal Internacional de Sao Paulo, Brasil; Pintura Española Contemporánea, La Habana, Cuba y la Fundación Calouste Gulbenkian, Lisboa, Portugal; Línea, Espacio y Expresión en la Pintura Actual Española, Buenos Aires, Argentina; Beca de Investigación Plástica del Ministerio de Cultura de España; en Arco, Madrid; Art Basel; Art Contact, Laussanne; Chicago Art Fair; Fiac, París; en Art Cologne, Colonia; en Artfiera, Bologna; en Art Miami, Miami; en Red Dot, Londres; en Fermate Alten Wartesaal, Colonia; en la Galería Chisel, Milán; en el Instituto Cervantes de París o en Arte Santander.
También ha colaborado con el pintor y poeta Ángel Guache en dos libros, Odiseo, editado en 1999 por la Editorial Entonces y en Antimundo, editado por Tansonville Ediciones en el año 2007.

## Obra en Museos y Colecciones
MUSAC, León.
MNCARS, Madrid.
Museo de Bellas Artes de Asturias, Oviedo.
Museo de Albacete.
Fundación Simancas, Valladolid.
Ayuntamiento de Augusta, EE. UU.
Colección Unión Fenosa.
Colleció Testimoni-Caixa D’Estalvis de Barcelona.
Ayuntamiento de Valladolid.
Colección Caja Burgos.
Junta de Castilla y León.

## Exposiciones individuales destacadas
- 2000	Simulacros.[4] Iglesia del Monasterio del Prado. Valladolid. Museo de Zamora, Museo de Burgos. Palacio de la Audiencia, Soria. Casa de las Conchas, Salamanca. Fundación Díaz Caneja, Palencia. Centro Cultural Caja España, León. Monasterio Santa Ana, Ávila. Centro de Arte Faro de Cabo Mayor y Galería Siboney, Santander.
- 2009 Galería Siboney, Santander.[5] Galería Metta, Madrid
- 2010 Galería Rafael Ortiz, Sevilla.[6] Galería Ferrán Cano, Barcelona. Galería Matthias Hauser, La Coruña.
- 2011 Galería Ferrán Cano, Palma de Mallorca.[7]
- 2014 Galería Trama, Barcelona.[8]
- 2015 Galería Rafael Ortiz, Sevilla.[9] Coll Blanc, Culla.[10]
- 2016 Galería Javier Silva, Valladolid.[11][12]